# Экономика Благовещенска
Экономика Благовещенска — Благовещенск является важным промышленным и торговым центром Дальнего Востока России.

## Промышленность
В городе имеются крупные предприятия:
- с 1893 года действует завод «Амурский металлист», специализирующееся на выпуске горно-шахтного оборудования;
- судостроительный завод им. Октябрьской революции, выпускающий морские буксиры и сейнеры;
- кондитерская фабрика «Зея»;
- Амурский завод железобетонных конструкций.

## Энергетика
Тепловой и отчасти электрической энергией город обеспечивает Благовещенская ТЭЦ. В связи с развитием промышленности города и строительством новых микрорайонов принято решение о строительстве второй очереди станции. В Благовещенске находится исполнительный аппарат Дальневосточной Распределительной Сетевой Компании (ОАО ДРСК), в ведении которой находятся распределительные сети 35-110 кВ Дальнего Востока. В состав ОАО ДРСК входят: Филиал «Амурские ЭС», Филиал «Хабаровские ЭС», Филиал «Приморские ЭС», Филиал «ЭС ЕАО» и Филиал «Южно-Якутские ЭС».

## Банки
С 2002 года идёт эксперимент в приграничной торговле России и Китая, Народному Банку Китая (НБК) позволяется открывать счета в юанях и рублях в банках Хэйхэ и Благовещенска.

## Связь
В Благовещенске действует шестизначная телефонная нумерация, код города — 4162. Основной оператор фиксированной связи и интернет-провайдер — ОАО «Ростелеком».
Сотовую связь обеспечивают три общероссийских оператора МТС (2G, 3G, 4G), «Билайн» (2G, 3G, 4G) и «МегаФон» (2G, 3G, 4G), Yota (2G, 3G, 4G) и Tele2 Россия (2G, 3G, 4G). Кроме того, в Благовещенске доступна сеть китайского оператора China Mobile

## Транспорт

### Городской

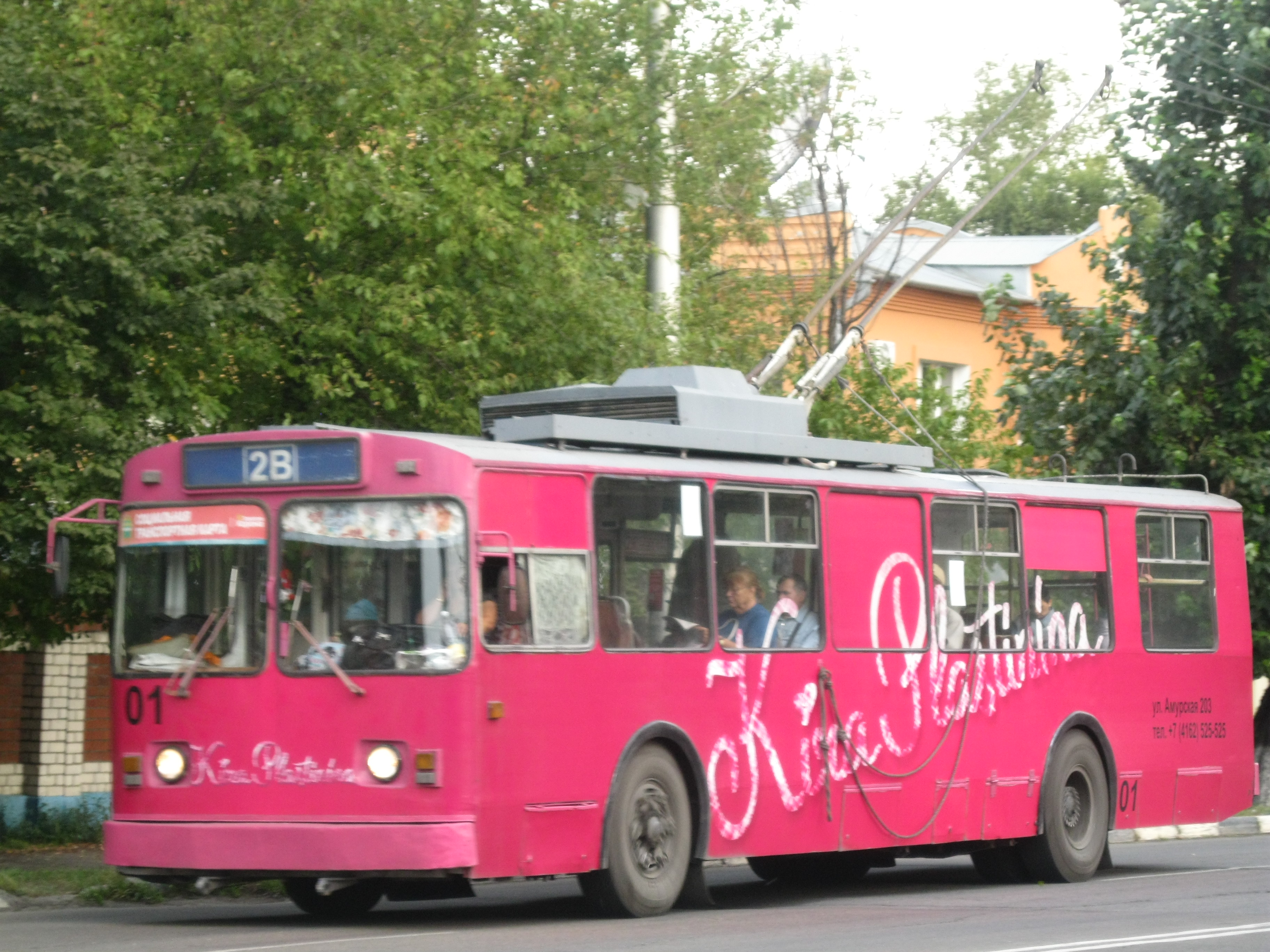
Благовещенский троллейбус

Общественный транспорт Благовещенска представлен автобусами, в том числе на бывших троллейбусных маршрутах, маршрутными такси и такси. Кроме того, кораблями (зимой автобусами, в межсезонье судами на воздушной подушке) осуществляются пассажирские перевозки через реку Амур.
В Благовещенске действует около 50 городских, пригородных (межмуниципальных) и таксомоторных маршрутов общественного транспорта. Основной перевозчик — МП «Автоколонна № 1275», осуществляющее перевозки преимущественно с использованием отечественных автобусов и микроавтобусов ПАЗ, ЛиАЗ, КАВЗ и ГАЗ. 
До 1997 года на маршрутах в основном работали автобусы ЛиАЗ-677, Ikarus-280 жёлтого и белого цветов, а также несколько Ikarus-260. В 1994—1997 гг. на городских маршрутах также работали три автобуса Альтерна-4216, произведённых в г. Амурске (Хабаровский край).
С 2021 по 2024 годы в Благовещенске проводилась транспортная реформа, имевшая определенный успех. Так весь общественный транспорт Благовещенска теперь брендирован в едином стиле, в бело-зеленый цвет; с улиц пропали старые и не вместительные микроавтобусы - их заменили новыми автобусами средней и большой вместимости, на данный момент весь общественных транспорт не старше 2020 года; у водителей появилась униформа, повысилась заработная плата водителей и кондукторов, проведена оптимизация многих городских маршрутов. 
С 1979 по 2016 гг в городе существовало троллейбусное движение. В основном, действовали два маршрута: 2К и 2В.
В 1990—2002 годах действовал маршрут № 4 до городской больницы № 1 (линия по улице Горького). Эксплуатация этой линии была прекращена по причине нерентабельности маршрута и отсутствия собственной электроподстанции.

### Междугородный
Воздушное сообщение осуществляется через аэропорт Игнатьево, имеющий статус международного. Выполняется прямое сообщение с крупными городами России и чартерные рейсы в Китай, Таиланд, Вьетнам.
Железнодорожное сообщение осуществляется через вокзал станции Благовещенск.

## Мосты

### Мосты через реку Зея

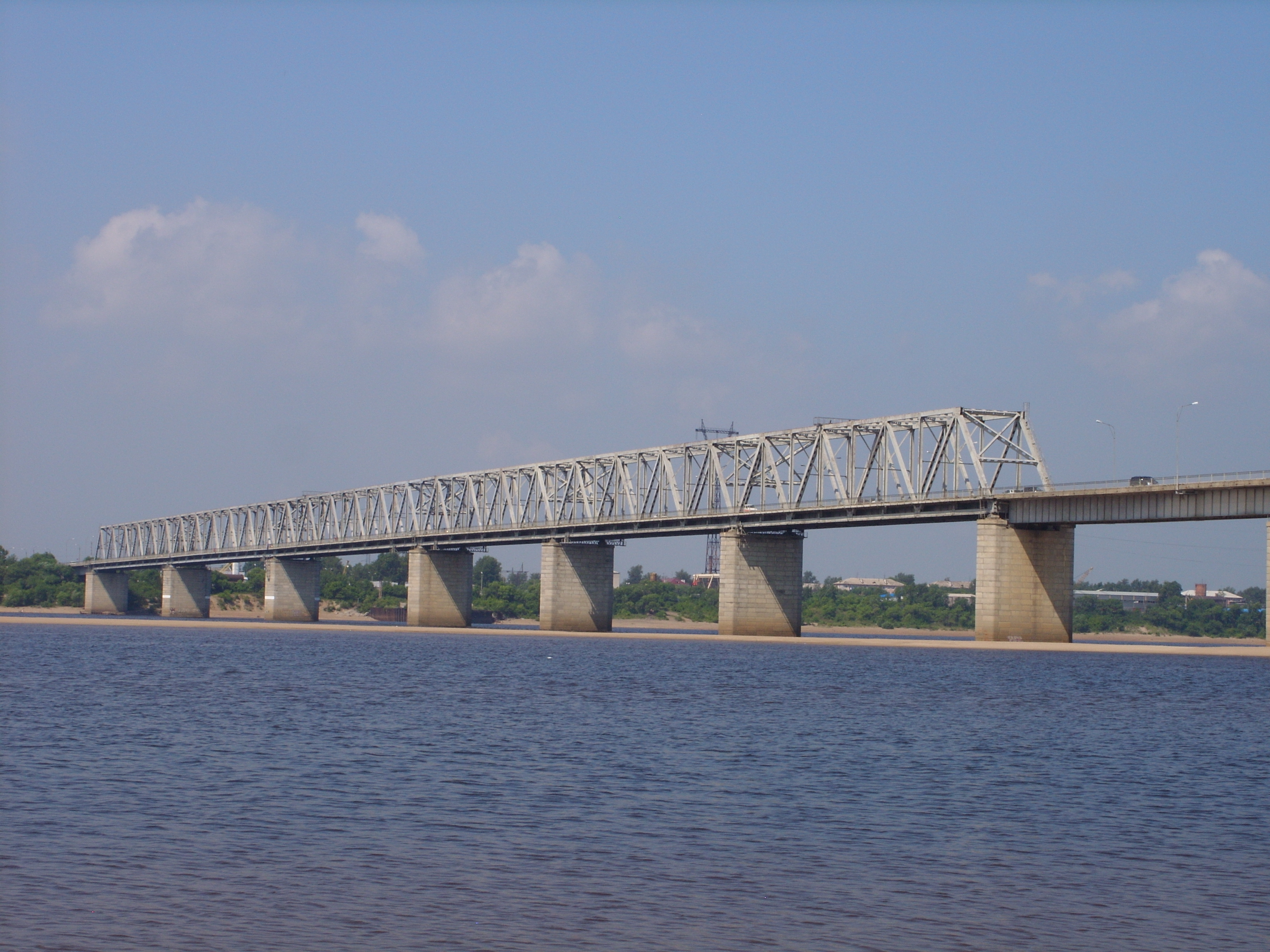
Автодорожный мост через Зею

Единственный (на 2018 год) автомобильный мост через реку Зея. Является продолжением ул. Магистральная и начальным участком трассы Р461 (Благовещенск − Райчихинск (до автодороги «Амур»). Планируется строительство второго автомобильного моста через реку Зея, планировалось начало работ в 2014, но было перенесено на 2015 год. Ввод в эксплуатацию — 2017 год. По плану мост будет иметь две полосы для движения, десять метров проезда в ширину, длина всего моста — 1 933 метра; будут развязка и разворотное кольцо. Мост будет построен в районе улицы Горького. Обоснованием строительства второго моста является перегруженность уже существующего. Примечательно, что по генплану развития города до 2025 года, этот мост планировалось построить в районе улицы Октябрьской.
2018-й год: второго автомобильного моста через Зею всё ещё нет и строительство даже не начиналось.

### Мосты через реку Амур

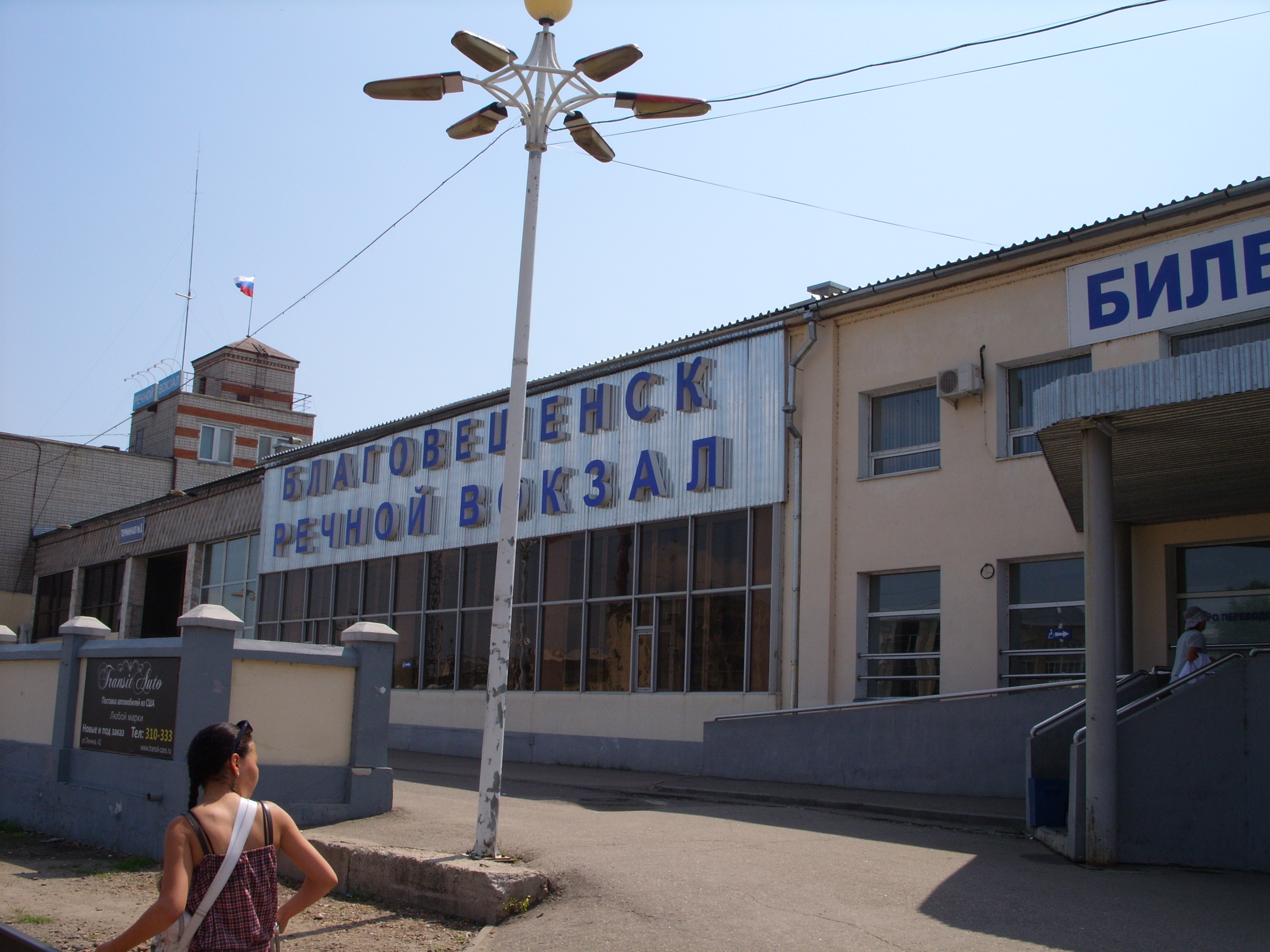
Речной вокзал Благовещенска

Начиная с 2012 года на Амуре ежегодно налаживается понтонный мост. Он функционирует осенью и весной, когда нет ни навигации, ни ледовой переправы между Россией и Китаем. По нему осуществляется движение как легкового, так и грузового транспорта, а также автобусное сообщение.

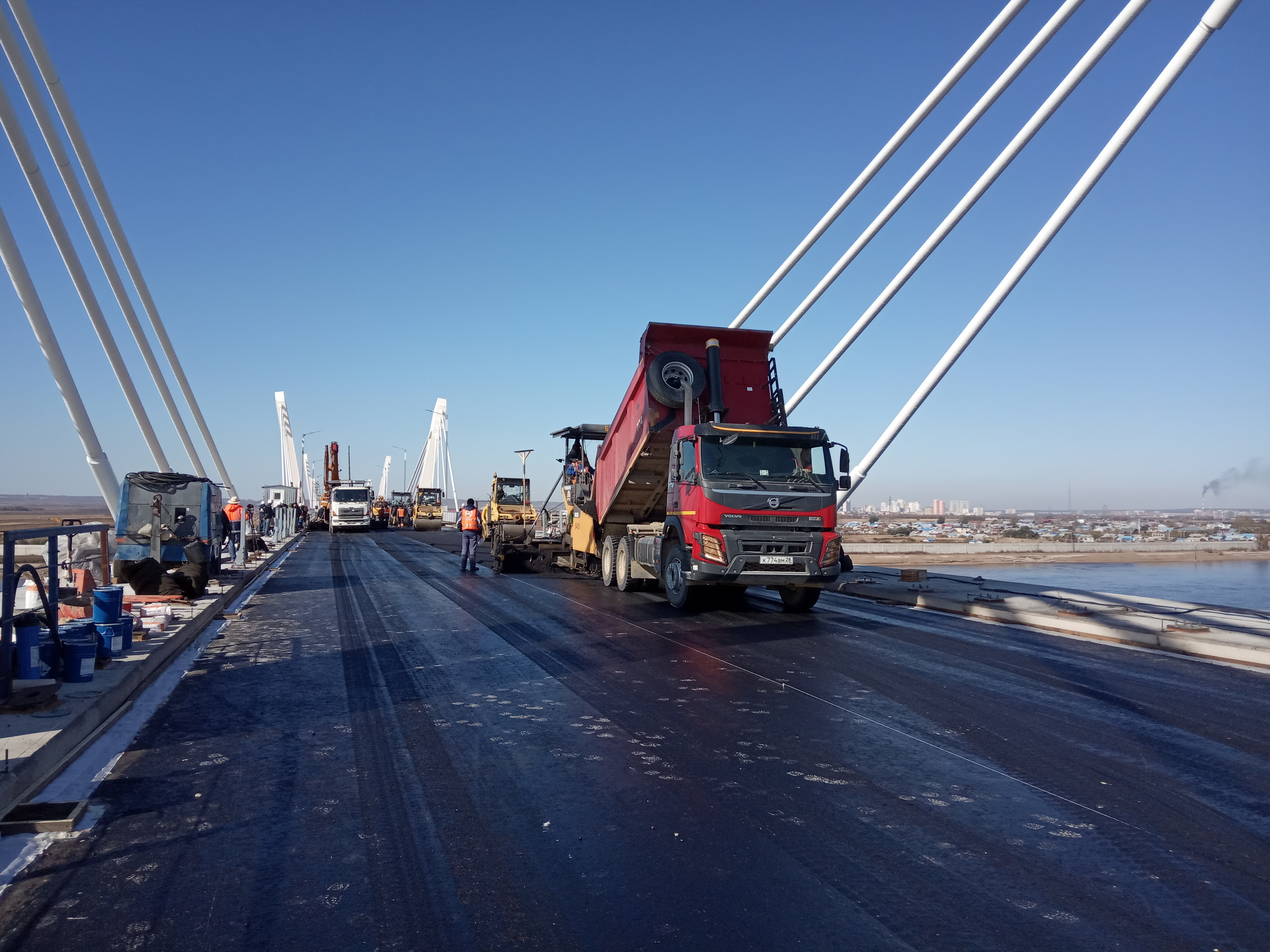
Укладка асфальта на новом мосту в Китай

Планируется построить капитальный мост через реку Амур. Идеи постройки появились в 1993—1995 гг., но дальше изыскательных работ дело не пошло. Конструкция самого моста не раз пересматривалась. В июле 2014 на российско-китайской выставке ЭКСПО губернатор Амурской области Олег Кожемяко сообщил, что мост начнут возводить в 2015 году; в середине июля 2014 года планировалось определить точные сроки. По замыслу строителей мост будет совмещённым автомобильно-железнодорожным. Причём сначала возведут автомобильный.
2018-й год: строительство автомобильного моста идёт полным ходом. С российской стороны построены технологический мост через протоку Кани-Курганскую, подъезд от трассы, сооружены первые опоры будущего моста. С китайской стороны также построен технологический мост примерно до середины течения реки Амур.